# هيلموت دوديك
هيلموت دوديك (بالبولندية: Helmut Dudek)‏ هو لاعب كرة قدم بولندي في مركز الدفاع، ولد في 14 ديسمبر 1957 في بيطوم في بولندا، وتوفي في 22 مايو 1994 في ليفركوزن في ألمانيا. لعب مع بوروسيا مونشنغلادباخ وشومبيركي بيوتوم.

## وصلات خارجية
- هيلموت دوديك على موقع قاعدة بيانات كرة القدم.إي يو (الإنجليزية)
- هيلموت دوديك على موقع بيانات كرة القدم. دي إي (الألمانية)